# 土岐市立駄知小学校
土岐市立駄知小学校（ときしりつ だちしょうがっこう）は、岐阜県土岐市駄知町にある公立小学校である。

## 通学区域
- 通学区域は、駄知町、肥田町肥田字杉焼の一部である。公立中学校の進学先は土岐市立駄知中学校である[1]。

## 沿革
- 1903年 - 校名を駄知町立尋常小学校と改名する
- 1930年 - 創立60周年記念祝賀会を行う
- 1952年 - 校名を土岐市立駄知小学校と改名する

## 卒業生
- 塚本連平（テレビドラマ演出家・映画監督）